# Westferry (DLR)
Westferry (en anglais : Westferry DLR Station), est une station de la ligne de métro léger automatique Docklands Light Railway (DLR), en zone 2 Travelcard. Elle  est située sur la Westferry Road à Limehouse dans le borough londonien de Tower Hamlets sur le territoire du Grand Londres.

## Situation sur le réseau

Plan de la ligne du métro léger DLR.

Située en aérien, Westferry est une station, de la branche ouest de la ligne de métro léger Docklands Light Railway, elle est établie entre la station Limehouse, en direction des terminus : Bank ou Tower Gateway, et le nœud ferroviaire de Poplar,. Elle est en zone 2 Travelcard.
La station dispose des deux voies de la ligne, numérotées 1 et 2, encadrées par 2 quais latéraux.

## Histoire
La station Westferry est mise en service le 31 août 1987 par le Docklands Light Railway.
En 2016, la fréquentation de la station est de 6,653 millions d'utilisateurs.

## Services aux voyageurs

### Accès et accueil
L'entrée de la station est située sur laWestferry Road à Limehouse.

### Desserte
La station Westferry DLR est desservie par les rames des relations : Bank - Woolwich Arsenal, Bank - Lewisham et Tower Gateway - Beckton,.

Installations et desserte
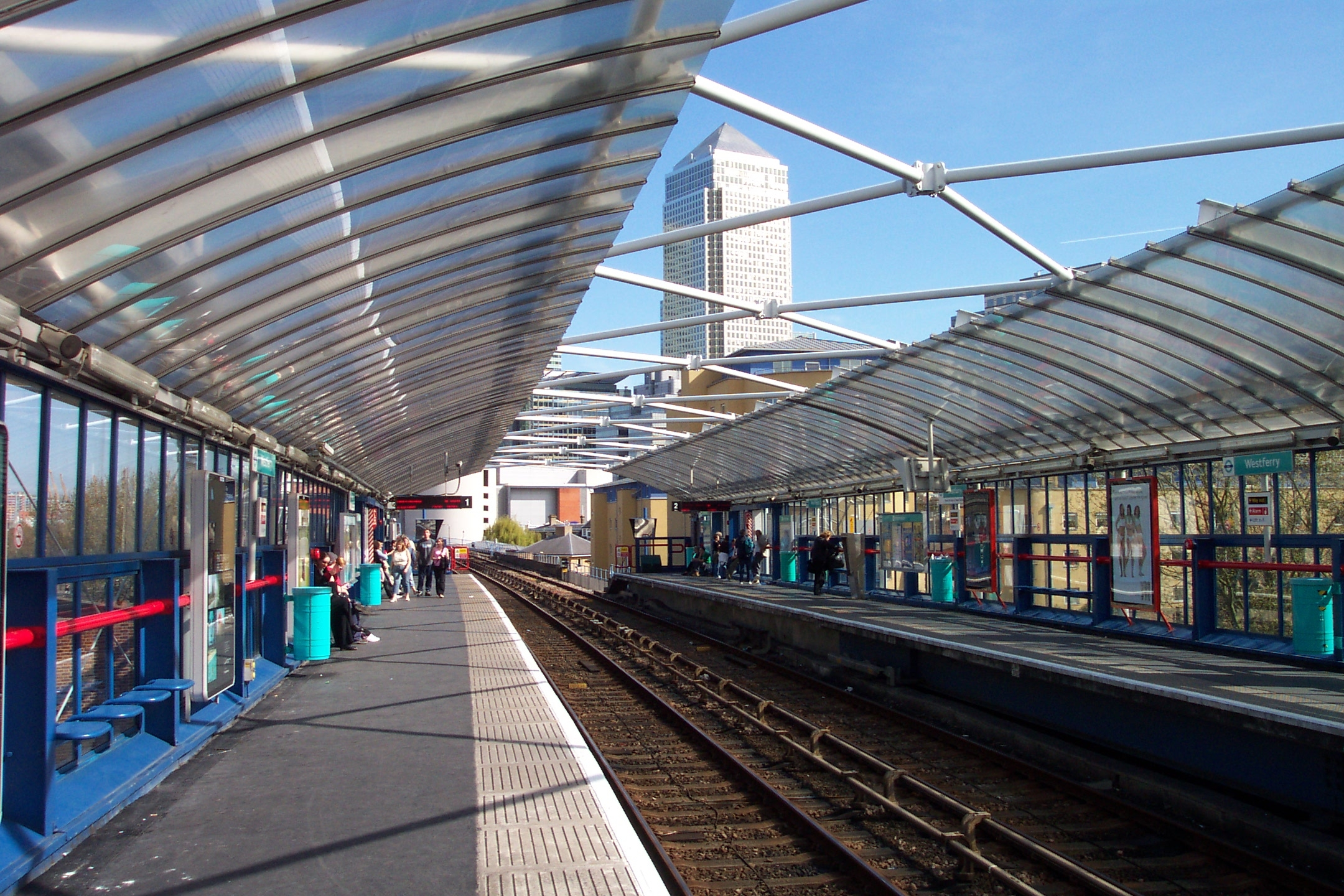
2005.
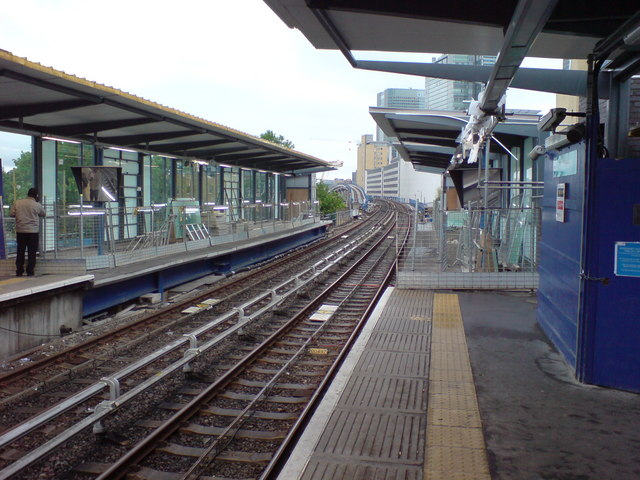
2011.
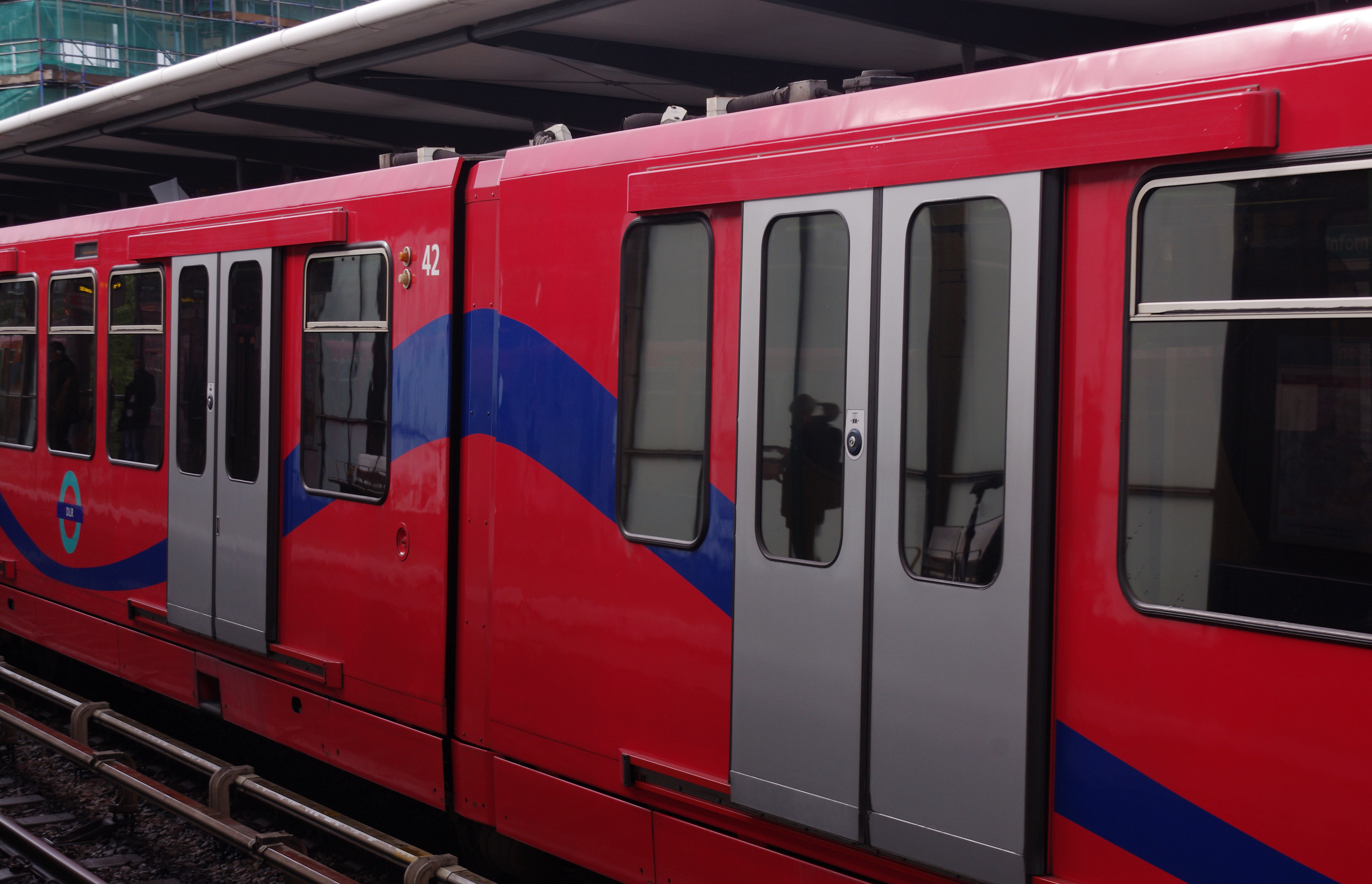
2013.

### Intermodalité
À proximité, des arrêts de bus sont desservis par les lignes : 135, 277, D3, D7, N277, N550.

## À proximité
- Limehouse
- Museum of London Docklands (en)